# Андалузька арабська мова
Андалузький діалект арабської мови (араб. اللهجة الأندلسية, ісп. Árabe andalusí) був одним з різновидів арабської мови на середньовічному Піренейському півострові. Був поширений в Аль-Андалусі, якими управляли мусульмани в VIII—XVI століттях. В результаті Реконкісти андалузький діалект вийшов з ужитку, і вимер в XVII столітті. Походить від марокканського різновиду арабської мови.

Зміни мовної ситуації на Піренейському півострові